# Matelea umbellata
Matelea umbellata är en oleanderväxtart som först beskrevs av T. S. Brandegee, och fick sitt nu gällande namn av R. E. Woodson. Matelea umbellata ingår i släktet Matelea och familjen oleanderväxter. Inga underarter finns listade i Catalogue of Life.